# Longchamps
Longchamps es una localidad ubicada en el partido de Almirante Brown, provincia de Buenos Aires, Argentina, y perteneciente al Gran Buenos Aires; se encuentra a 29 km al sur de la ciudad de Buenos Aires

## Toponimia
Debe su nombre a un hipódromo homónimo de Francia, en el que la Sociedad Hípica de Lomas de Zamora se inspiró cuando habilitaron la pista de carreras de caballos. Al iniciarse la afluencia de gente por este motivo, vieron la necesidad de poner una parada a la vía ferroviaria, donando los terrenos y creando la Estación Longchamps, esta fecha es tomada como la de fundación del pueblo: 10 de agosto de 1910. Una pelea entre apostadores terminó con el incendio total de sus instalaciones.

## Historia

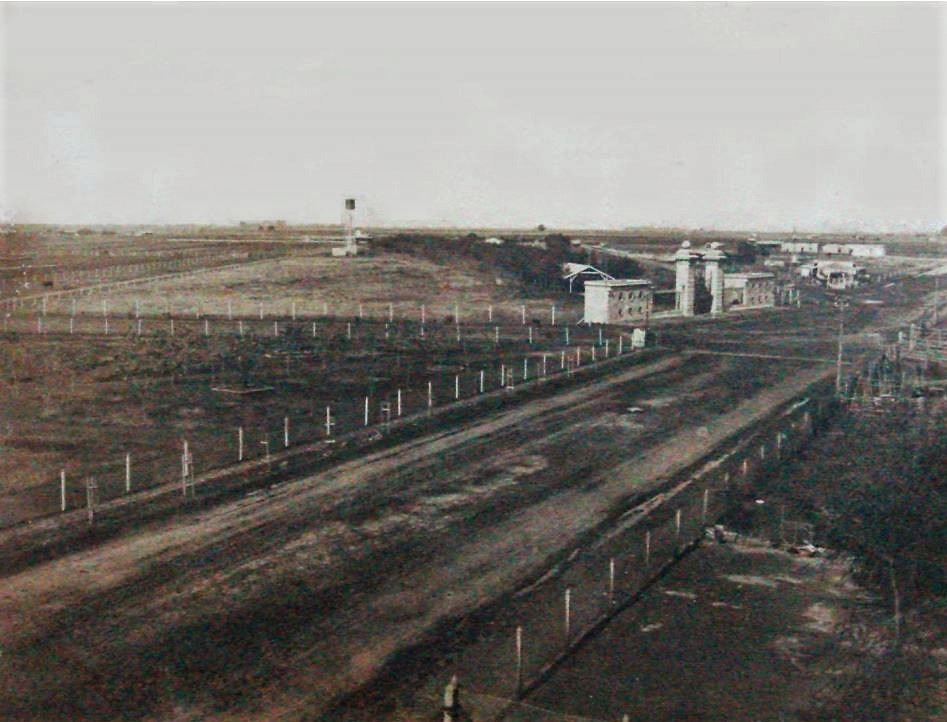
Hipódromo de Longchamps y estación ferroviaria. (Circa 1910)

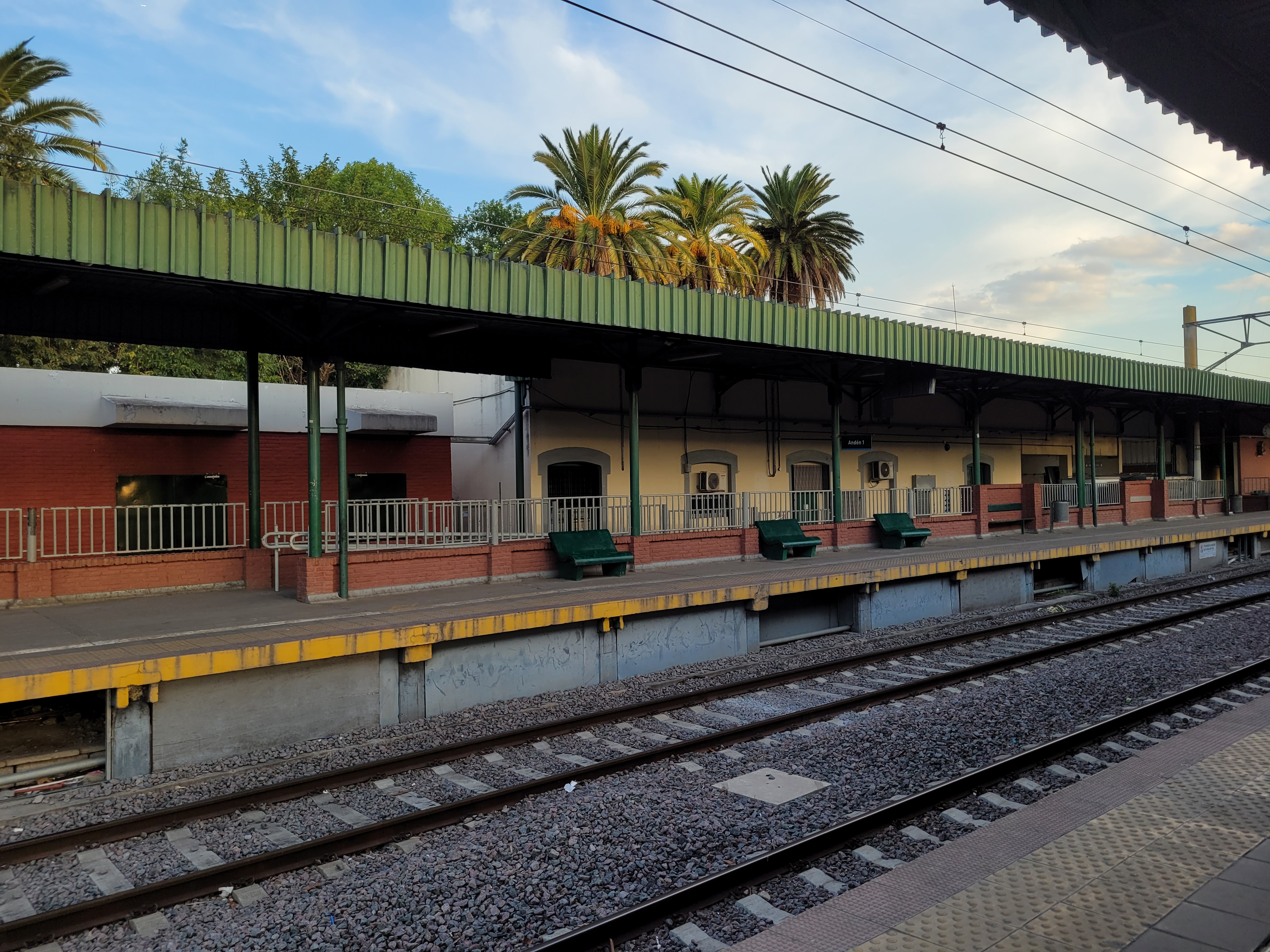
Estación ferroviaria de Longchamps. (2023)

En 1627 las tierras de la actual Longchamps formaban parte de “La Magdalena” de 200 km² de propiedad del capitán Francisco García Romero.
Sus descendientes venden la propiedad al capitán Gaspar de Avellaneda y a comienzos del siglo XIX los herederos de su hija fraccionan la estancia.
En 1909 finalmente llega a ser propietaria Luisa Carrere de Burzaco, viuda de Eugenio Burzaco, quién le vende en 1909 al Lomas Jockey Club 160 ha (cada ha es 100 x 100 m).
Lomas Jockey Club donó 129 ha para la formación de “Villa Longchamps”, 7 ha para la futura estación “Longchamps” y se queda con 44 ha para el "Hipódromo Longchamps" y otros espacios como un aeródromo, un autódromo y un campo de deportes, llamado entonces “campo de ejercicios físicos”.
Henri Brégi realiza el vuelo histórico,  el domingo 6 de febrero de 1910 en el Hipódromo de Longchamps.
El Remate de los 3500 lotes de “Villa Longchamps” se realizó el 10 de abril de 1910, habiendo un segundo el 17 de abril. El rematador era Ricardo J. Davel y Cía. La operación de venta se realizó en 60 cuotas sin interés y sin base. 
Luego de la cuarta carrera del 13 de febrero de 1913, en circunstancias poco claras, un grupo de asistentes logran destruir el Hipódromo. 
Las teorías sobre las razones que supuestamente tuvieron los agresores van desde un fallo polémico de dicha carrera a una acción organizada de una facción política en contra de otra entre los miembros del directorio del Lomas Jockey Club (conservadores y radicales).
La compañía “sociedad Emilio Burgwardt“ cubría con un seguro dichas instalaciones y respondió a fin de la reconstrucción. Esa compañía compró las tierras del Hipódromo, ante la decisión del Lomas Jockey Club de construir otras instalaciones pero en Temperley.
El remate lo realizó T. Duran el 3 de octubre de 1913  y esta vez en el aviso ya se habla de “Longchamps” (no de villa Longchamps como la anterior). 
La decisión del Lomas Jockey Club fue construir otras instalaciones pero en Temperley, que se inauguraron el 24 de marzo de 1914 .
El éxodo hacia las cercanías de la nueva localización del hipódromo de caballerizas y personal afectado a dichas actividades causó un deterioro económico importante en Longchamps.

#### Primer vuelo en Sudamérica y en Argentina (Cuna de la aviación Sudamericana)
El 16 de febrero de 1910, en un aviador francés Henry Bregi realizó allí el primer vuelo mecanizado de Sudamérica. El nombre de pila de Brégi, Henri, suele ser escrito según la grafía del inglés ("Henry"), incluso en la señalética de la plaza que conmemora su figura, en la Diagonal Burgwardt. 
Homologado oficialmente por el Aeroclub Argentino, institución fiscalizadora de las actividades aeronáuticas en la Argentina, lo realizó Henri Brégi, de 21 años de edad, el domingo 6 de febrero de 1910 a las 17:35 en el Hipódromo de Longchamps. En su avión "Voisín", Brégi recorrió 7 km aproximadamente; remontó hasta los 25 metros de altura, dio dos vueltas a la pista.
A las 18:45 hizo un segundo vuelo en el que recorrió 6 km, alcanzando 60 m de altura a una velocidad máxima de 40 km/h.

## Geografía
Posee un humedal conocido como Camino de las Flores, en el que fueron hallados peces capaces de sobrevivir en condiciones de sequías

### Población
Longchamps contaba con 47 622 habitantes (Indec, 2010) en el último censo nacional. Es la cuarta localidad con más habitantes del partido de Almirante Brown.

#### Ciudades hermanas
- Rexburg, Idaho, desde 2005.
- Nicosia, Chipre, desde 1998.

## Longchanenses destacados
- Carlos Auzqui: jugador profesional de fútbol en la posición de extremo. Con amplía trayectoria en Primera, se destacan sus pasos por Estudiantes, River, Huracán, Lanús, Talleres, entre otros.

- Gabriel Paletta: jugador profesional de fútbol en la posición de defensor central, se destacan sus pasos por Banfield, Boca Juniors, Liverpool FC, A.C. Milan, entre otros. Fue campeón de la Copa Mundial de Fútbol Sub-20 de 2007 con la Selección Argentina y además representó a la Selección de Italia en la Copa Mundial de Fútbol de 2014.

- Oscar Batista (3 de marzo de 1925 - 7 de marzo de 1982): benefactor de la ciudad y de todas las familias necesitadas. Fundador de La Sociedad de Fomento Santa Rita a la cual donó sus terrenos, del Country Club y de otras varias instituciones locales como el Club de Caza y Pesca. Cofundador del Rotary Club de Longchamps.

- Jorge Tarela. Analista destacado por su recorrido en diversas instituciones públicas en las áreas de salud mental y adicciones nació en Buenos Aires en 1961 pero su familia vivió en Longchamps entre 1959 y 1964. Escribió varias publicaciones entre ellas: Adicciones: la falta de sí (Ed. Intervalo 2007) y Transablar ( Ed Letra Viva 2015)

### Santo patrono
Desde noviembre de 1999, mes en el que fue canonizado, San Héctor Valdivielso Sáez fue considerado popularmente santo patrono de la ciudad por ser el único santo argentino en ese momento.

## Educación

### Jardines

#### Públicos
- Jardín 903
- Jardín 919
- Jardín 938
- Jardín 941
- Jardín 943
- Jardín 914

#### Privados
- Jardín El Principito
- Jardín Jesús María
- Jardín Mimitos
- Jardín del Sur
- Jardín Amiguitos
- Jardín Del Prado
- Jardín S. Clara de Asís
- Jardín Querubines
- Jardín del árbol

### Nivel Primario

#### Públicos
- EPB 9
- EPB 21
- EPB 23
- EPB 26
- EPB 30
- EPB 33
- EPB 47
- EPB 60
- EPB 77
- EPB 79

#### Privados
- Colegio del Prado
- Instituto Mariano Moreno
- Jesús María
- Colegio del Sur
- Colegio San Marcos
- Santa Clara de Asís
- Colegio del Pilar
- Sendas Verdes

### Nivel Medio

#### Públicos
- E.S.B N.º 76
- E.S.B N.º 12
- E.S.B N.º 73
- E.S.B N.º 6
- E.S.B N.º 9
- E.S.B N.º 48
- E.E.S N.º 36
- E.E.S.T N.º 1
- E.S.B N.º 5
- E.E.S N.º 45
- E.S.B N.º 10
- E.E.S N.º 70

#### Privados
- Inst. Mariano Moreno
- Santa Clara de Asís
- Inst. Del Pilar
- Inst. San Luis Gonzaga (jesus maria)
- Inst. del Sur
- Inst. Del Prado
- Colegio San Marcos
- Sendas Verdes.- San "Alberto Cristaldi"

### Nivel técnico

#### Público
- Escuela de Educación Secundaria Técnica N.º 1, Martín Miguel de Güemes (EEST N.º 1)

## Salud
En la localidad se encuentra el Hospital Vecinal Emilio Burgwardt.

## Instituciones Terciarias
- Escuela de Música de Longchamps Profesor Sigfrido Stach

## Parroquias de la Iglesia católica en Longchamps
| Diócesis  | Lomas de Zamora         |
| --------- | ----------------------- |
| Parroquia | Nuestra Señora de Luján |